# 미스티코

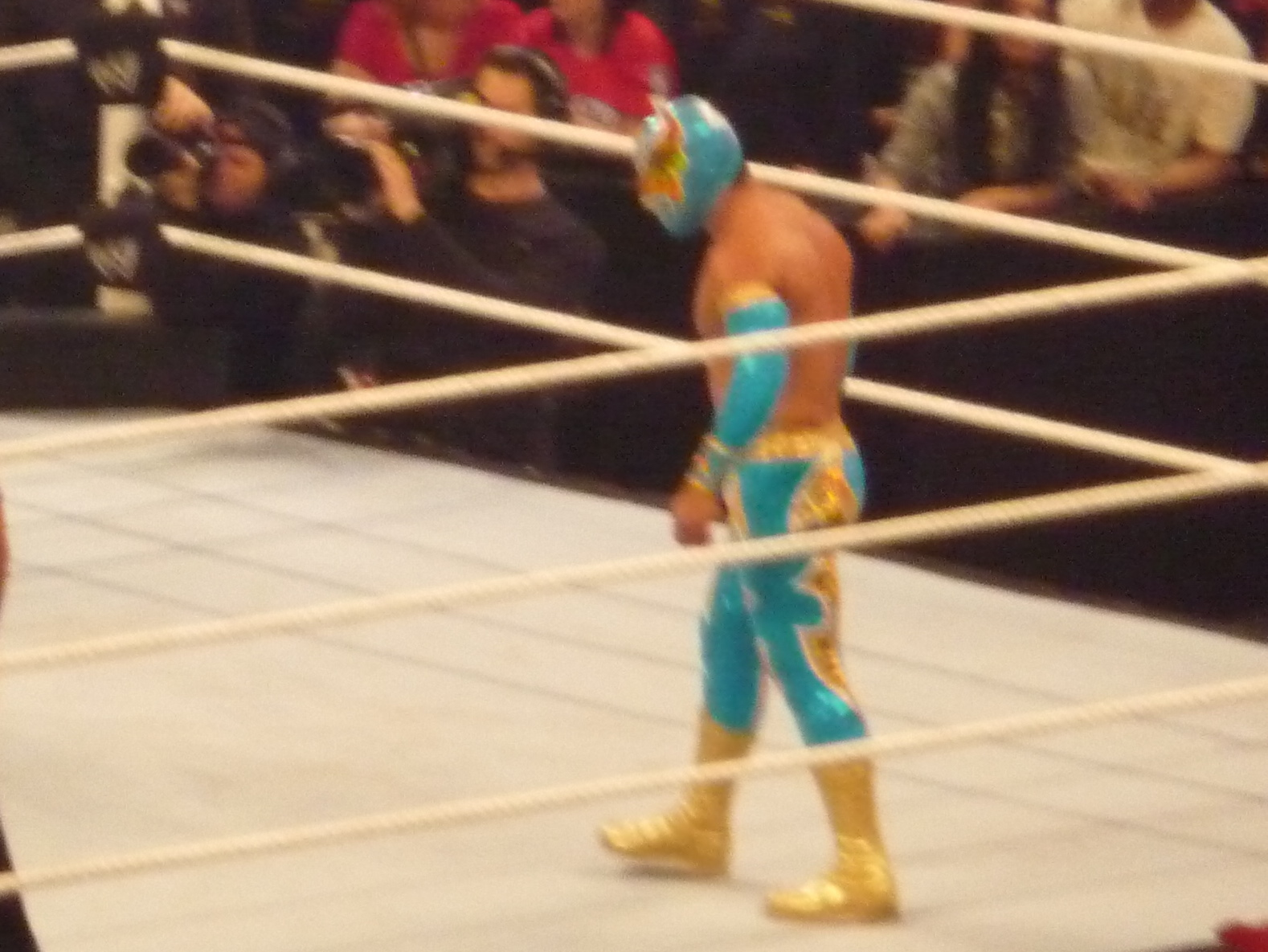

WWE 링네임을 사용을 하는 미스티코(Místico)는 본명은 루이스 이그냐쇼 유라이브 알베르데(Luis Ignascio Urive Alvirde)다. 1981년 12월 22일 멕시코의 프로레슬링선수다. 1998년 프로레슬링 입문했고 2010년부터 3년간 WWE에서 링네임이 신 카라(Sin Cara) 오리지널이라는 이름으로 활약 했고 현재는 멕시코AAA에서 미즈테즈(Myzteziz)라는 이름으로 활약 중이다. 또 지금 있는 2대 신 카라가 후니코가 하고 있다 키 170cm 몸무게는 82kg으로 밝혀졌다. 레이 미스테리오와 마찬가지로 가면을 썼으며 경량형 프로레슬링인데다가 기술까지 화려한 것이 멕시코계 미국인의 남자 프로레슬링선수 레이 미스테리오와 거의 비슷하다. 피니쉬는 딜레이드 헤드시저스, 다이빙 센턴 밤, 문설트 사이드 슬램으로 사용을 한다. 엄청난 민첩성을 자랑하는 시그니처 기술은 킥 종류가 백 힐 킥, 슈퍼킥, 드롭킥, 엔즈이기리로 4가지 종류가 있다.

## 수상
- 코파 안토니오 페나 (2014)
- 루차 리브레 월드컵 (2015) - 엘 파트론 알베르토 앤 레이 미스테리오 시니어
- BSW 인터콘티넨탈 미들웨이트 챔피언 (1회)
- CMLL 월드 태그팀 챔피언 (4회) - 니그로 카사 (2회), 앤 액또르 가르사 (2회)
- CMLL 월드 헤비웨이트 챔피언 (1회)
- 멕시칸 내셔널 라이트 헤비웨이트 챔피언 (1회)
- NWA 라이트 미들웨이트 챔피언 (2회)
- 토메오 그렌 알떼르나띠바 (2004) - 엘 히조 델 산토
- 토메오 그렌 알떼르나띠바 (2007) - 라 솜브라
- 토메오 그렌 알떼르나띠바 (2017) - 소베라노
- 레옌다 데 플라타 (2006, 2007, 2008)
- IWRG 인터콘티넨탈 슈퍼 웰터웨이트 챔피언 (1회)
- 엘리트 미들웨이트 챔피언 (1회)
- 토메오 루차 엘리트 (2016)
- 후쿠멘 월드 리그 (2016)
- 미치노쿠 트리오스 리그 (2003) - 하야테 앤 야마비코
- IWGP 주니어 헤비웨이트 챔피언 (1회)
- 프로모시오네스 엘 춀로 크루저웨이트 챔피언 (1회)
- 랭크드 3 오브 더 500 베스트 싱글즈 레슬링 인 더 PWI 500 인 2007
- PWR 오픈웨이트 월드 챔피언 (1회)
- 소피아 컵 (2005)
- 트로피 비센테나리오 (2010)
- WWA 미들웨이트 챔피언 (1회)
- WWE NXT 태그팀 챔피언십 -

칼리스토 (프로레슬링 선수)
- 슬리미 어워즈 (1회)
  - 더블 비젼 모멘트 오브 더 이열 (2011) - 신 카라 니그로
- 베스트 박스 오피스 드로우 (2006)
- 베스트 박스 오피스 드로우 오브 더 디케이드 (2000 ~ 2009)
- 베스트 플라잉 레슬러 (2006 ~ 2007)
- 레슬러 오브 더 이열 (2006)